# نگارین‌بالان
نگارین‌بالان (نام علمی: Thyrididae) نام یک تیره از راسته پروانه‌سانان است.